# Castellina Marittima
Castellina Marittima ist eine Gemeinde mit 1846 Einwohnern (Stand 31. Dezember 2023) in der Provinz Pisa in der Region Toskana in Italien.

## Geografie

Lage von Castellina Marittima in der Provinz Pisa

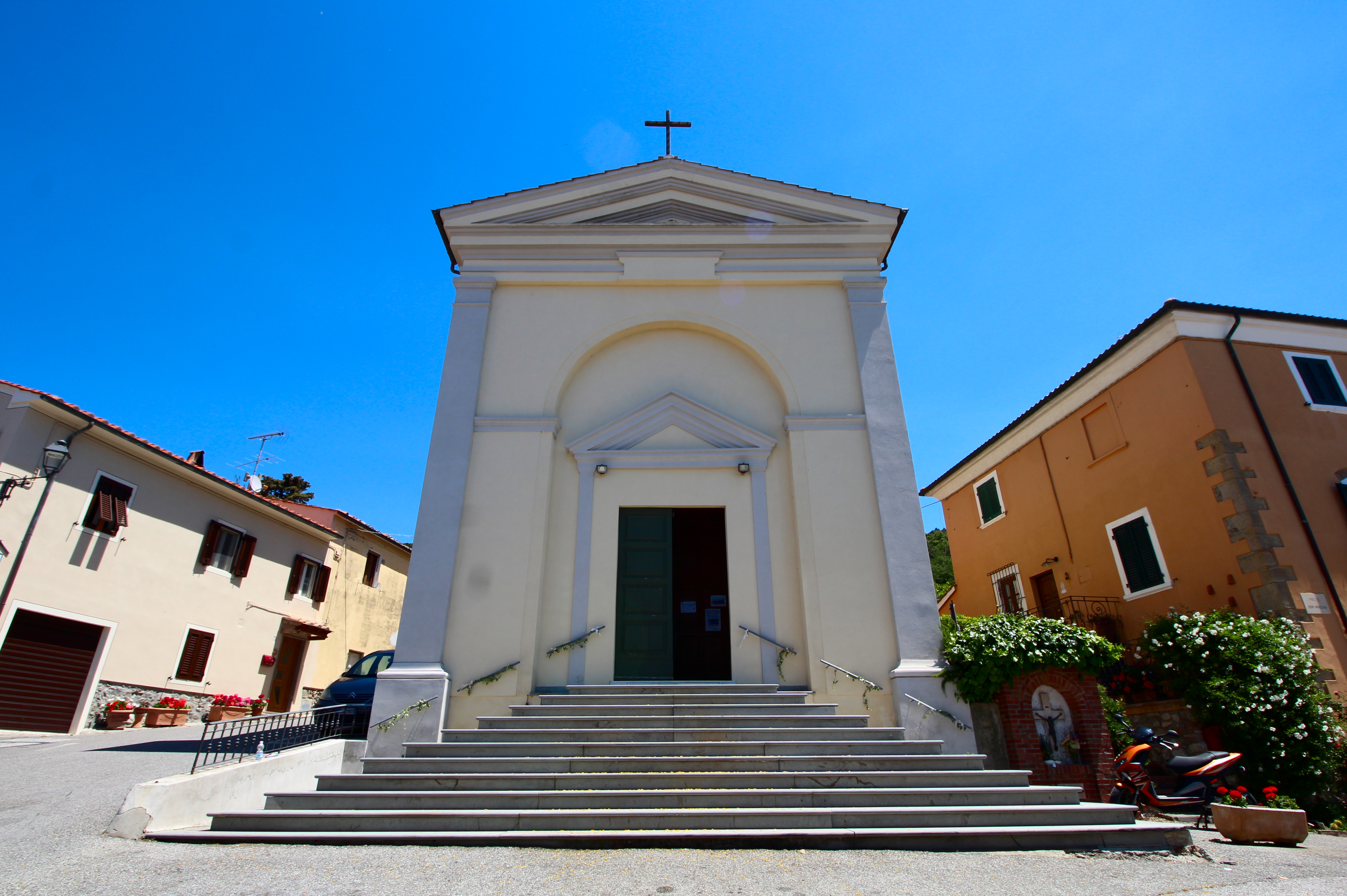
Hauptkirche San Giovanni Decollato

Die Gemeinde erstreckt sich über ca. 46 km². Sie liegt ca. 70 km südwestlich der Regionalhauptstadt Florenz und 35 km südlich der Provinzhauptstadt Pisa im Weinbaugebiet Montescudaio. Der Ort liegt zwischen den Bergen Monte Passera und Monte Marmolaio im höhergelegenen Teil des Tales um den Fluss Fine im Valle del Fine, ohne an dem Fluss gelegen zu sein. Er liegt in der klimatischen Einordnung italienischer Gemeinden in der Zone D, 2 045 GR/G. Die Kirchen des Ortes liegen im Erzbistum Pisa.
Zu den Ortsteilen zählen Le Badie, Malandrone und Terriccio.
Die Nachbargemeinden sind Cecina (LI), Chianni, Riparbella, Rosignano Marittimo (LI) und Santa Luce.

## Geschichte
Erstmals schriftlich erwähnt wurde der Ort im Jahr 1200, als er seine Konstitution verfasste. Unter Ugo di Giovanni della Gherardesca (Graf von Montescudaio und Vikar von Pisa und für die Maremma), Bacarozzo genannt, rebellierte der Ort 1345 gegen die Herrschaft von Pisa. Der Aufstand wurde niedergeschlagen und der Ort verblieb bis 1406 unter der Herrschaft von Pisa. Am 25. Oktober 1406 wurde die Gemeinde von Florenz unterworfen. Am 17. März 1628 übergab Großherzog Ferdinando II. de’ Medici den Ort zur Feudalherrschaft an Lorenzo de’ Medici (1599–1648) aus einer neapolitanischen Nebenlinie der Medici. Durch die Abschaffung der Feudalherrschaft 1776 durch Leopold II. fiel der Ort wieder an das Herzogtum Toskana. Nach dem Ende der Napoleonischen Besetzung 1815 unterstand der Ort wieder dem Herzogtum Florenz bis zur Einigung Italiens, dann wurde er in die neue Provinz Pisa eingeteilt. Der Ortsteil Terriccio mit dem Schloss der Gaetani gehörte dieser Familie von 962 bis ins frühe 19. Jahrhundert.

## Sehenswürdigkeiten
- Pieve di San Giovanni Decollato, in den ersten Jahren des 18. Jahrhunderts entstandene Pieve kurz außerhalb des historischen Ortskerns, die den Titel von San Giovanni Battista (außerhalb des Ortes) übernahm. Die Kirche wurde im Zweiten Weltkrieg erheblich beschädigt, enthält aber noch zwei Pfeiler aus Alabaster des alten Hochaltars und eine Holzstatue (Crocifisso) aus dem 17. Jahrhundert.[2]
- Oratorio di San Giovanni Battista, ehemalige romanische Pieve und heutige Kapelle an der Straße nach Le Badie.[2]
- Ecomuseo dell’Alabastro, Alabastermuseum im Ortskern.[5]
- Le Badie, heutiger Ortsteil, der früher Moxi genannt wurde und zwei Abteien hatte. Von der Badia di San Quirico ist heute nichts mehr vorhanden, von der Badia di San Salvatore sind noch einige Mauerstücke erhalten geblieben. Beide entstanden um das Jahr Tausend.[2]

## Bilder

Castellina Marittima, Alabastergruben, Übersicht in Val Marmolaio. Historisches Bild von Leo Wehrli (1933)
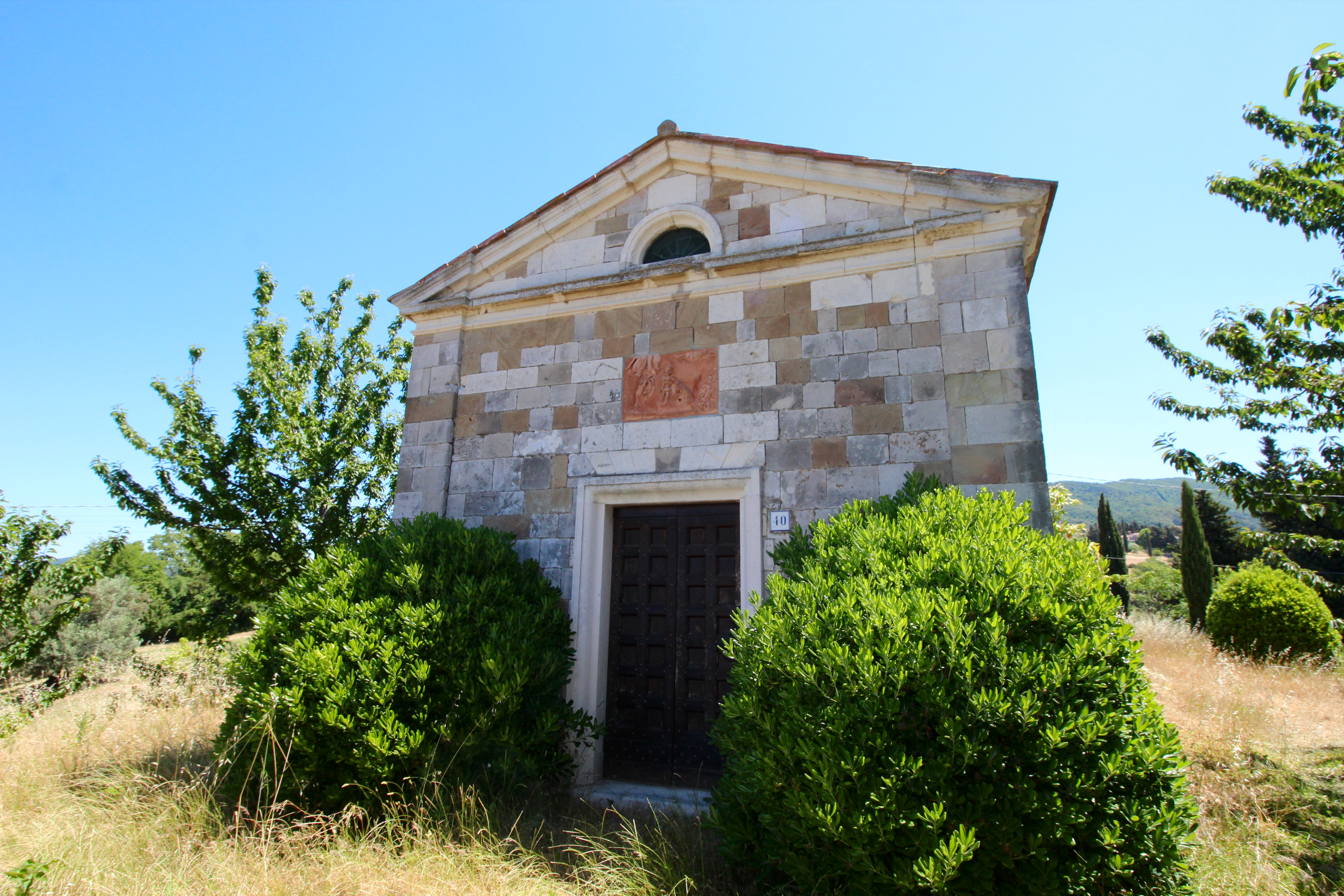
Die ehemalige Pieve und heutige Kapelle San Giovanni Battista
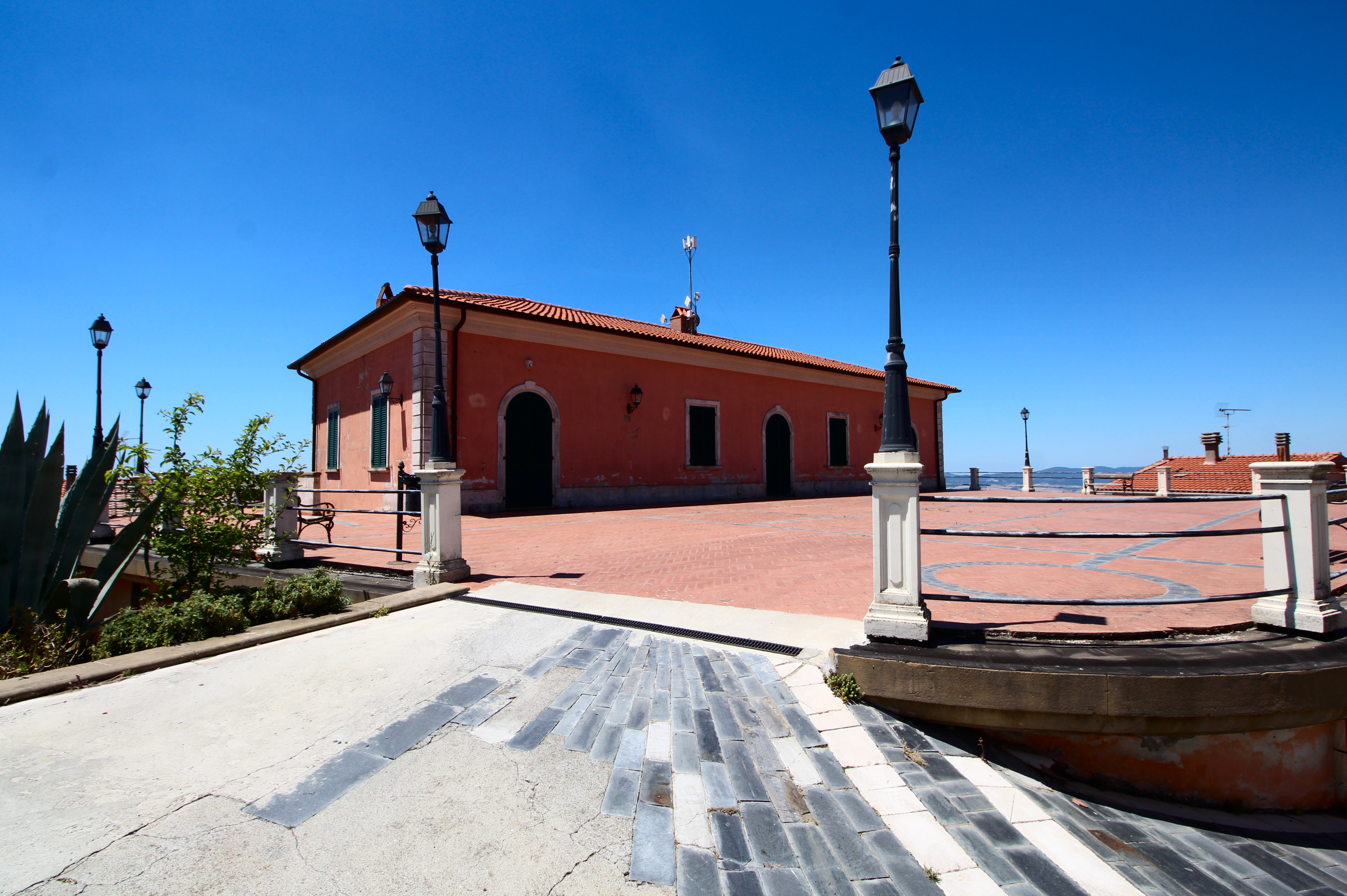
Das Museum Ecomuseo dell’Alabastro im Ortskern
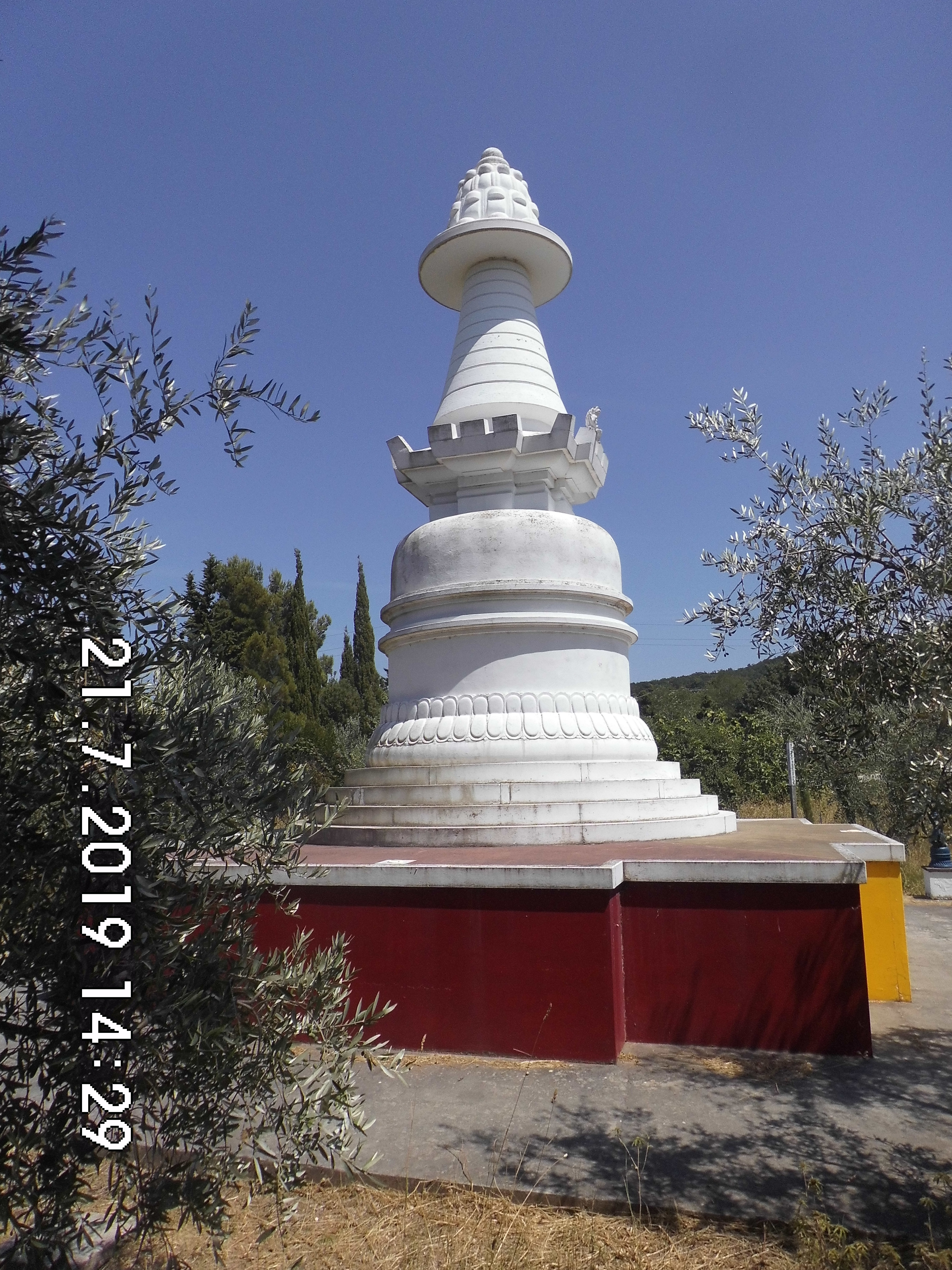
Stupa für den Frieden an der Via del Commercio